# 카빌 (영화)
카빌(Kaabil)은 인도에서 제작된 산제이 굽타 감독의 2017년 액션, 범죄, 스릴러 영화이다. 리틱 로샨 등이 주연으로 출연하였고 라케쉬 로샨 등이 제작에 참여하였다.

## 출연

### 주연
- 리틱 로샨
- 야미 구아탐

### 조연
- 로닛 로이
- 로히트 로이
- 나렌트라 자
- 기리시 쿨카니